# شهرستان سیبولا (نیومکزیکو)

شهرستان سیبولا، نیومکزیکو از شهرستان‌های شرقی ایالت نیومکزیکو می‌باشد. مرکز این شهرستان، شهر گرنتس بوده و بر پایه آمارهای سال ۱۰۱۰، جمعیتی معادل ۲۷.۲۱۳ نفر دارد.
سیبولا جوان‌ترین شهرستان ایالت نیومکزیکو است و در ۱۹ ژوئن ۱۹۸۱ تشکیل شده است.

## پیوند
- وب‌گاه رسمی